# Polenec
Polenec je priimek več znanih Slovencev:
- Andrej Polenec (*1945), gospodarstvenik, športnik
- Anton Polenec (1910—2000), zoolog, muzealec, poljudni publicist
- Leopold Polenec (1912—1974), igralec, operni tenorist, zborovodja in režiser
- Natalija Polenec (*1965), arhitektka, kulturna in turistična delavka, muzealka
- Tone Polenec (1942—2004), letalec, knjigotržec, publicist, ohranejvalec dediščine